# Halsteren
Halsteren est un village situé dans la commune néerlandaise de Berg-op-Zoom, dans la province du Brabant-Septentrional.

## Histoire
La mention la plus ancienne du lieu, par Halstert, date de 1272. En 1274 et 1290, le nom apparaît dans des documents écrits, avec Haltre ou Halstre respectivement. Au XIIIe siècle, il devait aussi y avoir un port, alors qu'une paroisse avait déjà été fondée, mentionné en 1253. La première église était située entre Halsteren et Tholen dans un petit village appelé Polder. Il était constitué de l'église et de 47 maisons, mais cet endroit a disparu dans les vagues lors du déluge de la Toussaint de 1570.
Halsteren est probablement à l'origine un village d'extraction de tourbe. Au XIVe siècle, une petite église a été construite sur le Brabantse Wal, dédiée à Saint Martin. Une nouvelle église a été construite sur son emplacement à partir de 1457. En 1580, un mouvement iconoclaste connu sous le nom de Soldatenfurie a eu lieu, qui a touché le village ety a causé des dommages. Il fallut attendre 1648 pour que l'église soit rénovée par les réformés. Une chapelle fut élevée vers 1475 sur la route de Tholen, qui était dédiée à saint Quirin. Il existait aussi le château d'Halsteren (nl), qui était situé sur Lepelstraat et qui a été mentionné pour la première fois dans des documents écrits de 1378. Celui-ci fut détruit en 1588 par les troupes espagnoles d'Alexandre Farnèse.
En 1628, un certain nombre de redoutes et de forts ont été construits à l'est d'Halsteren, faisant partie de la ligne de défense du Brabant occidental (nl). Halsteren était ainsi protégé des pillages de troupes et des tentatives d'incendie de l'ennemi, car la zone marécageuse à l'ouest du village contribuait également à sa défense.
L'hôtel de ville a été construit en 1633 et il fut restauré en 1917. Au XIXe siècle, un certain nombre de briqueteries s'installèrent à Halsteren, comme Vogelenzang (près de la gare Vogelenzang), Klaverblad, près de la rue actuelle dans le quartier Rode Schouw et De Melanen sur Langstraat. Cette dernière était dirigée par Guillaume de Leeuw. Une autre remarquable s'appelait : Briqueterie De Vlijt. Les briqueteries ont apporté une grande prospérité à Halsteren, et des bâtiments luxueux ont été construits dans la Dorpsstraat. Deux d'entre eux existent encore aujourd'hui; le troisième, datant de 1893, a été démoli en octobre 2008 pour faire place au projet The factories qui a maintenant également disparu.
En plus des briqueteries, des conserveries ont également été créées, telles Het Klaverblad en 1887 et Delta en 1898. La première mettait en conserve des asperges et fut la première du Brabant septentrional. Ces usines ont continué à fonctionner respectivement jusqu'en 1903 et 1920.
En 1866, les Franciscains du mouvement « Alles voor Allen » (« Tout pour tous ») sont venus de Bréda à Halsteren. Ils ont fondé un refuge au n de la Gasthuisstraat. En 1899, un bâtiment néo-gothique est construit, mais il est démoli en 1978 après le départ des dernières sœurs en 1977. Les sœurs rendaient des soins aux personnes âgées et aux malades et, à partir de 1918, des soins pour la communauté. Le centre d'hébergement et de soins Sint-Elisabeth a été construit sur le même emplacement en 1978.
En 1909, une grande institution psychiatrique a été créée à Berg-op-Zoom, Vrederust. En 1955, il en résulta le sanatorium spécialisé dans les soins des névroses, devenu plus tard le centre psychothérapeutique De Viersprong à Halsteren. Les deux institutions existent toujours.
Halsteren a été durement touché par les inondations de 1953 : 68 personnes ont été tuées et les dégâts ont été considérables.
Le quartier résidentiel De Beek a été construit dans les années 1960, suivi par De Rode Schouw en 1972. Dans les années 90 au XXe siècle, la construction du quartier Vinex De Schans a commencé. Ce quartier s'étend déjà jusqu'à Oude Molen un quartier de Berg-op-Zoom, où un nouveau parc d'activités a été construit. En 1962, un changement de limites de commune a eu lieu avec celle de Berg-op-Zoom, Noordgeest relevant désormais de cette ville. Ainsi, l'espace a été libéré pour les nouveaux quartiers de Noordgeest et Tuinwijk. Au 1er janvier 1997, la municipalité d'Halsteren a été dissoute avec beaucoup de protestations et a été intégrée à la municipalité de Berg-op-Zoom.

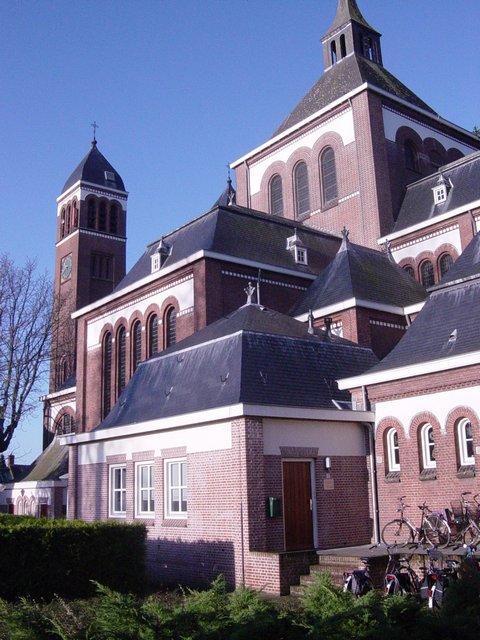
Église : De Sint Quirinuskerk.

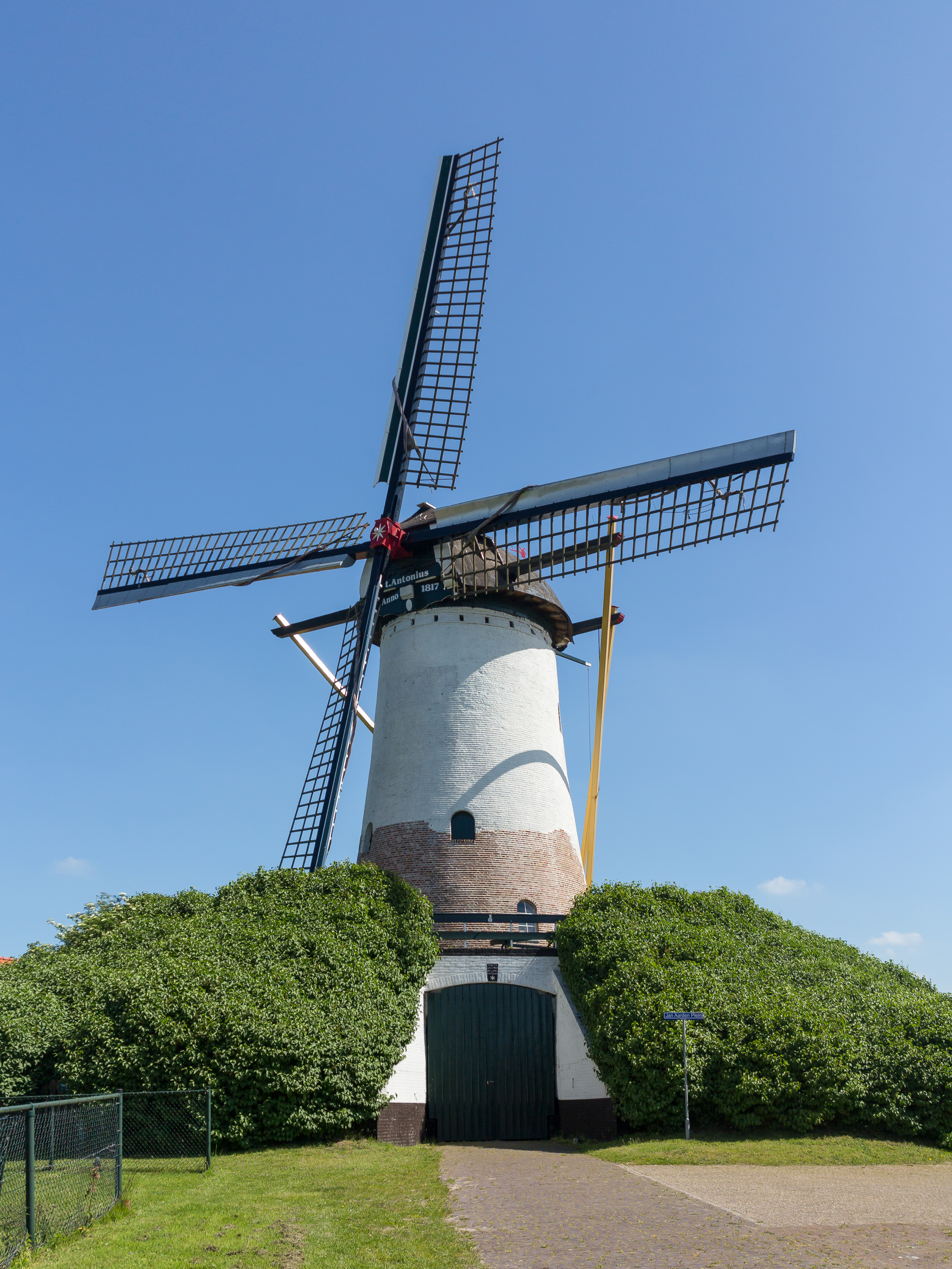
Moulin : de Sint Antoniusmolen.

Le 1er janvier 2008, le village comptait 13 238 habitants.